# キャンディ (1968年の映画)
『キャンディ』（Candy）は、1968年のアメリカ・フランス・イタリアの合作映画。米国で発禁となった同名の小説を映画化した。出演者は当時の有名な俳優・監督・ミュージシャンが出演している。

## 概要
テリー・サザーンの『キャンディ』を映画化。1968年に公開され、2003年にリバイバル公開された摩訶不思議でシニカルな青春エロティック・コメディ。俳優のクリスチャン・マルカンによる監督作第2弾であり、同じサザーン原作の『マジック・クリスチャン』同様の異色ナンセンス系のエロティック・コメディだが、近年では『女性上位時代』と並ぶオシャレ系エッチな映画として扱われている。1960年代米国のフラワー・ムーブメント等の風潮を土台に、既存のモラルや権威の破壊がテーマとなっている。
のちに日活ロマンポルノでもこの映画をモチーフにした映画が撮られた。

## キャスト
- エヴァ・オーリン：キャンディ・クリスチャン（吹替：岡本茉利）
- マーロン・ブランド：グリンドル
- リチャード・バートン：マクフィスト教授
- ウォルター・マッソー：スマイト准将
- リンゴ・スター：庭師エマニュエル
- ジェームズ・コバーン：ドクター・クランカイト
- ジョン・ヒューストン：ダンラップ医院長
- シャルル・アズナヴール：せむし男
- ジョン・アスティン：キャンディのパパ/ジャック
- エルザ・マルティネリ：リビア
- アニタ・パレンバーグ
- ジュディス・マリナ
- フロリンダ・ボルカン

※日本語吹替：初回放送1973年11月14日『水曜ロードショー』

## スタッフ
- 監督：クリスチャン・マルカン
- 製作：ロバート・ハジャッグ
- 製作総指揮：セリッグ・J・セリッグマン
- 原作：テリー・サザーン
- 脚本：バック・ヘンリー
- 撮影：ジュゼッペ・ロトゥンノ
- 音楽：デイヴ・グルーシン

## リメイク
日活ロマンポルノ作品で舞台を日本に置き換えて1980年代にイヴ主演で『イヴちゃんの花びら』が撮られた。